# 利维坦鲸属
利维坦鲸属（學名：Livyatan），一譯麥爾維爾鯨又名梅氏利維坦鯨，是一種已滅絕的齒鯨。其顱骨的75%，以及牙齒和兩顎的碎片於2008年在秘魯皮斯科-伊卡沙漠、距今990萬-890萬年前的中新世岩層被發現。2010年6月30日在《自然》雜誌公佈。

## 形態和生境
唯一的頭顱化石長3公尺，牙齒最長36公分，全身估計長13.5-17.5公尺。體型與外貌與現代抹香鯨相似。但與現代抹香鯨只在下顎有具功用的牙齒比較，梅爾維爾鯨兩顎都長有牙齒，而且比現代抹香鯨的牙齒大得多：是目前所發現最大的鯨齒。它們據信是積極的掠食者，可能以鬚鯨為食。
頭顱化石有一凹陷的坑，說明它有一個巨大的腦油器與現代抹香鯨類似，內存大量油脂和蠟質，以結締組織分隔，作用是幫助抹香鯨潛入深水捕食烏賊。但由於梅爾維爾鯨可能以鬚鯨為食，器官可能另有用途，包括作聲音定位、利用腦油器作共鳴器求偶，或者用於雄鯨爭奪配偶或獵食時以頭部作攻擊武器。
化石是在秘魯南部皮斯科-伊卡沙漠科羅拉多山丘（Cerro Colorado），距今1200-1300萬年的中新世岩層中發現。當地被認為曾經是一處淺水潟湖，其他包括鬚鯨、喙鯨、海豚、鼠海豚、海龜、海豹、海鳥等海洋動物的化石也曾被發現。本種估計與巨牙鯊同屬頂級掠食者。氣候變冷和獵物數目、種類或大小的變化可能是滅絕的原因。

## 發現和命名

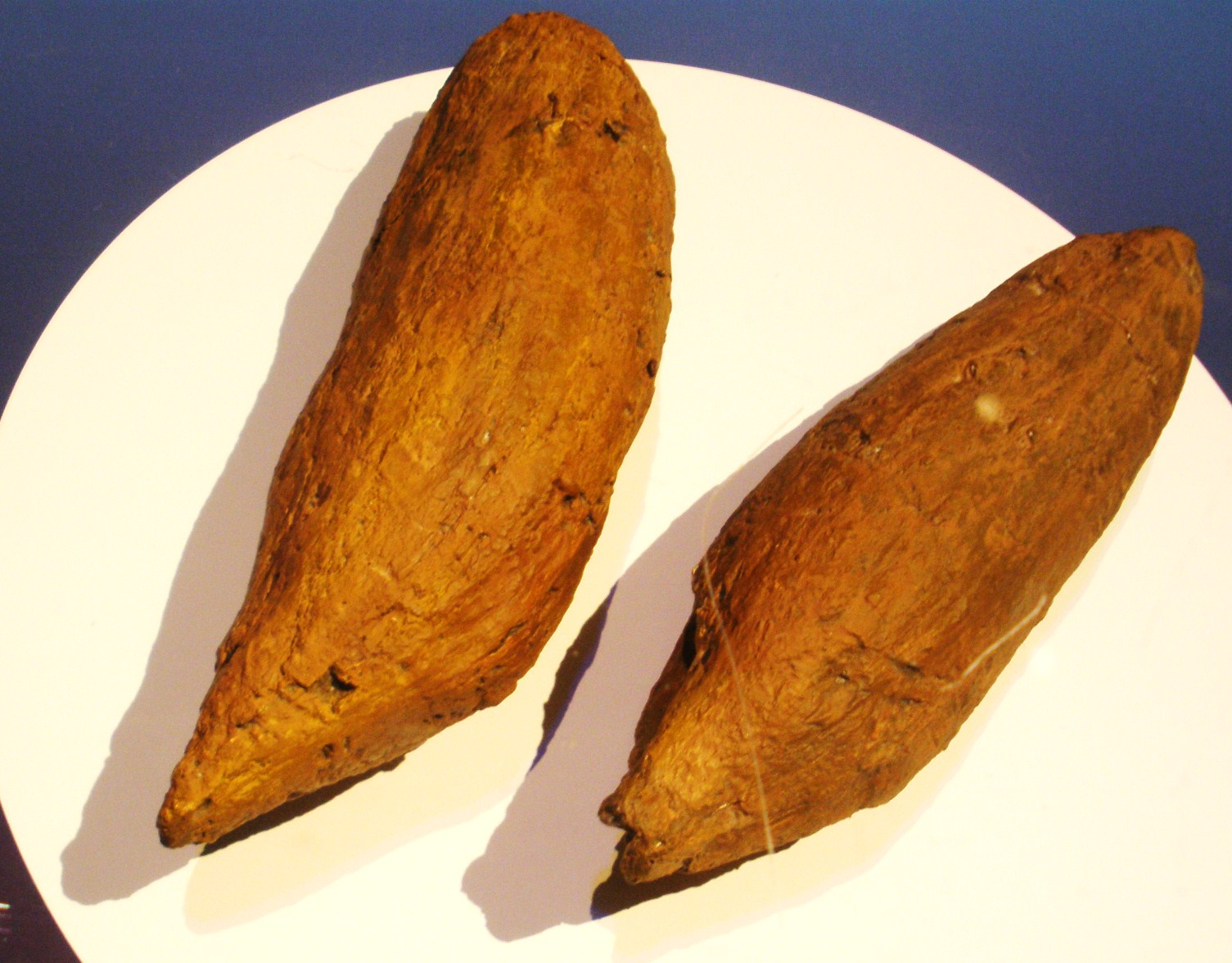
牙齒化石

本種是由荷蘭鹿特丹自然史博物館的克拉斯·波斯特在2008年11月一次野外考察的最後一天意外踩到而發現的。隊伍由法國國立自然史博物館館長克里斯蒂安·德·米伊宗博士率領，並包括來自烏特勒支大學和鹿特丹、比薩、利馬及布魯塞爾自然史博物館的古生物學家。
其屬名取自《聖經》中的利維坦，種小名乃紀念小說《白鯨記》作家赫爾曼·梅爾維爾。論文的作者都是該小說的愛好者，都希望把發現向梅氏致敬。化石在秘魯首都利馬修復，而此項發現在於2010年6月30日於《自然》雜誌出版。《自然》雜誌同時發佈了一段長七分鐘的影片，報導化石挖掘的情況並且訪問參與的研究人員，在官網和其YouTube頻道可以觀看。屬名也是乳齒象的次異物同名（Leviathan Koch, 1841，參見Leviathan）。
化石現藏於利馬自然史博物館。

## 外部連結
- 《自然》雜誌的報導（页面存档备份，存于）
- 'The jaws of the Leviathan'，YouTube《自然》頻道 （页面存档备份，存于）
- 《衛報》的報導 （页面存档备份，存于）
- 英國廣播公司的報導
- 英國廣播公司的片段，克里斯蒂安·德·米伊宗博士比較梅爾維爾鯨和抹香鯨的牙齒